# Picatrix
El Picatrix és un llibre esotèric d'astrologia i conjurs màgics. La seva procedència no és gens clara: sembla que té l'origen en un savi indi anomenat Kancaf que podria haver viscut a Bagdad vers l'any 800 i que, posteriorment, Norbar l'àrab el va compilar; altres fonts atribueixen aquesta compilació a Màslama al-Majrití o a algú del seu cercle.
En qualsevol cas, el que està documentat és que aquesta obra àrab, titulada Ghayat al-hakim (L'objectiu del savi), va ser traduïda al castellà el 1256 a Toledo, probablement per Yehudà ben Moixè, tot i que aquesta traducció no ha arribat fins als nostres dies. L'obra va ser coneguda a Europa per la seva traducció al llatí d'uns anys després, també a Toledo, probablement feta per Aegidius de Thebaldis.